# Borovička

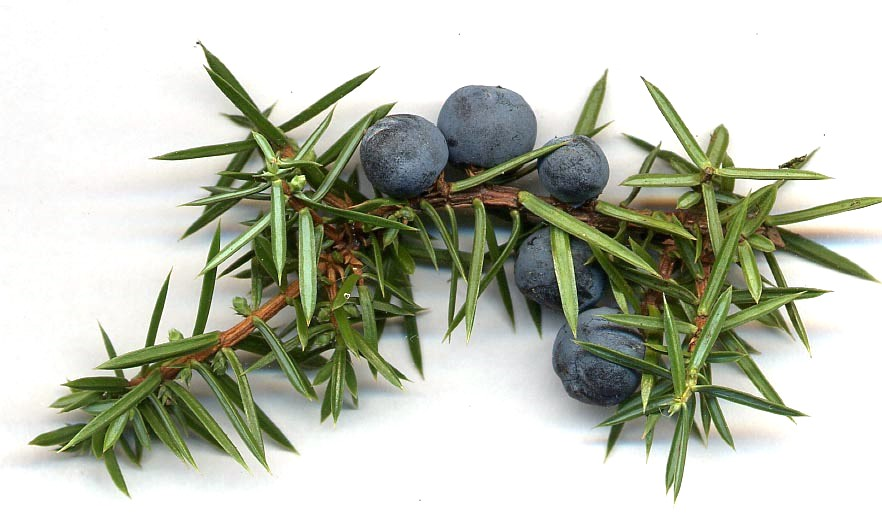
bacche di ginepro

La Borovička (pronuncia slovacco: [bɔrɔvitʃka] ) è una bevanda alcolica slovacca aromatizzata con bacche di ginepro.  È caratterizzata da un colore bianco o dorato e un sapore simile a quello del gin. Popolare soprattutto in Slovacchia, Polonia e la Repubblica Ceca, la Borovička prodotta oggi contiene circa il 40% di alcol (come riferimento, l'importo minimo di alcol previsto dalla legge in Slovacchia è 37,5%).

## Storia
Secondo il dizionario della lingua slovacca, Borovička deriva il suo nome dalla parola slovacca per ginepro, borievka. Veniva prodotta già nel XVI secolo nella contea di Liptov, oggi parte del nord della Slovacchia; era anche trasportata verso sud, principalmente attraverso zattere galleggianti lungo il fiume Váh.